# سرمد حميد
سرمد حميد (28 مايو 1994 في باكستان - ) هو لاعب كريكت باكستاني.

## وصلات خارجية
- سرمد حميد على موقع إي آس بي آن كريك إنفو (الإنجليزية)